# Bronz drongó
A bronz drongó (Dicrurus aeneus) a madarak osztályának verébalakúak (Passeriformes) rendjébe és a drongófélék (Dicruridae) családjába tartozó faj.

## Előfordulása
Banglades, Bhután, Brunei, Kambodzsa, Kína, India, Indonézia, Laosz, Malajzia, Mianmar, Nepál, Tajvan, Thaiföld és Vietnám területén honos. A természetes élőhelye szubtrópusi és trópusi síkvidéki és hegyi erdők, valamint erősen leromlott egykori erdők és ültetvények.

## Alfajai
- Dicrurus aeneus aeneus
- Dicrurus aeneus braunianus
- Dicrurus aeneus malayensis

## Megjelenése
Testhossza 24 centiméter.
|  |

## Szaporodása
Fészkét ágvillába készíti.